# الاغتصاب أثناء الحرب الأهلية في الكونغو
أثناء النزاع الأول والثاني بجمهورية الكونغو الديمقراطية (الكونغو)، مارست جميع الأطراف المسلحة المشاركة في النزاع سياسية اغتصاب إباديّ، والهدف الأساسي من ذلك هو تدمير شامل للمجتمعات والعائلات. وقد تم تنفيذ وممارسة هذا النوع من العنف تجاه النساء حيث وصفت منظمة هيومن رايتس ووتش هذه الأفعال بأنها «حرب بداخل حرب». وأفادت منظمة هيومن رايتس ووتش في مارس/ آذار لعام 2013، بأن الحرب الأهلية قد اندلعت عندما استمرت ميليشيات حركة 23 مارس في ممارسة الاعتداءات عقب وقف إطلاق النار.
أثناء ذلك، قد تعرضت الفتيات والنساء من سن الخامسة حتى سن الثمانين للاعتداء وتم تشويههن جنسياً، وأخريات تم اغتصابهن وأجبرت عوائلهن على مشاهدتهن. وفي عام 2008، قدرت منظمة الأمم المتحدة بأن أكثر من 200.000 فتاة وامرأة قد عانين من بعض أشكال العنف الجنسي. وقد تسببت وحشية عمليات الاغتصاب بمشاكل صحية، اجتماعية، عائلية، ونفسية طويلة المدى. كما ذكرت بعض التقارير عن تعرض أطفال رضع في عامهم الأول ونساء في عمر الشيخوخة للاغتصاب. وقد أفادت منظمة أطباء بلا حدود بأن حوالي أكثر من نسبة 50% من الناجيات اعتقدن بأن الاغتصاب كان تكتيك متعمد استُخدم لإبادة نساء الكونغوليات.
وعلى الرغم من أن الفتيات والنساء هن أول ضحايا العنف الجنسي، فقد تعرض أيضاً الرجال والفتيان للاعتداء الجنسي. في 2009، أصدرت بعض المنظمات غير الحكومية بما فيها منظمة هيومن رايتس ووتش ومنظمة العفو الدولية تقريرًا يفيد بأن اغتصاب الرجال والفتيان في الكونغو هو عملية ممنهجية وفي تصاعد. وكانت تجري أغلب عمليات الاغتصاب على يد ميليشيات على سبيل المثال جيش الرب للمقاومة، والقوات الديمقراطية لتحرير رواندا، وميليشيات الماي ماي، والمؤتمر الوطني للدفاع عن الشعب. منذ عام 2009، ازدادات عمليات الاغتصاب، القتل، وانتهاكات حقوق الإنسان التي قامت بها القوات المسلحة التابعة لجمهوية الكونغو الديمقراطية (القوات المسلحة الكونغولية).